# Fotogliptia

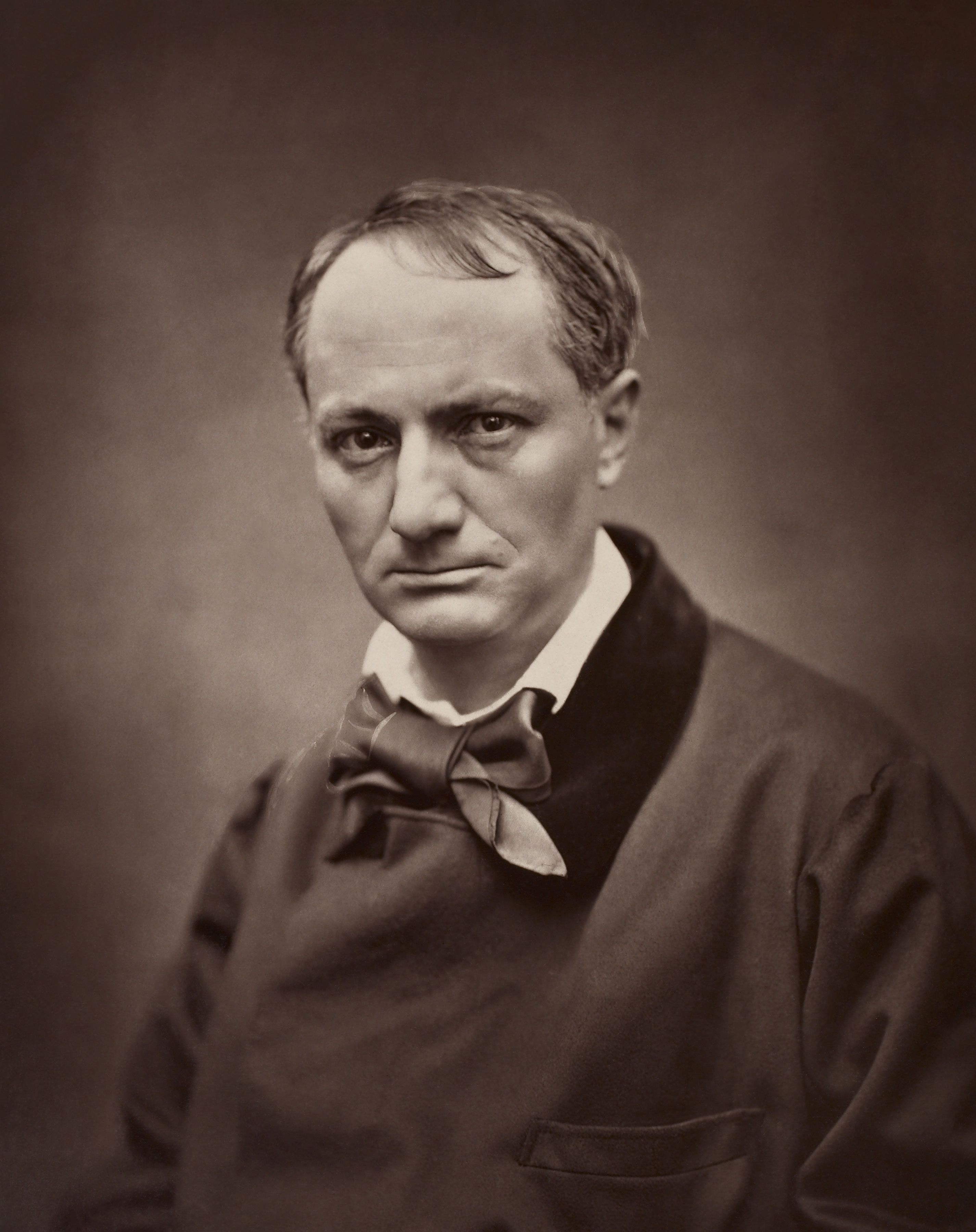
Fotoglip d'un retrat de Charles Baudelaire

La fotogliptia o woodburytipia, també conegut com a photoglyptie en francès, i woodburytype en anglès, és alhora un procés d'impressió i el resultat final d'aquesta. En termes tècnics, el procés és tant fotomecànic com fotogràfic, ja que la sensibilitat a la llum actualment no juga cap paper en la impressió. El procés produeix imatges monocromàtiques de to continu de molt alta qualitat, amb superfícies on podem apreciar lleugerament l'efecte del relleu. En essència, un Woodburytype és una còpia exacte de l'original procés de l'empremta de carboni.
El procés va ser introduït per Walter Bentley Woodbury i va estar en ús durant l'últim terç del segle xix, es va utilitzar principalment per a la il·lustració de llibres de qualitat que contenien retrats fotogràfics. Finalment fou desplaçat per processos de fotogravat els quals produeixen impressions de baixa qualitat, però eren molt més econòmics.

## Procés
Un full de gelatina sensible al dicromat s'exposa a la llum rica en UV a través d'un negatiu fotogràfic, fent que aquesta àrea de la gelatina s'endureixi a una profunditat proporcional a la quantitat d'exposició. A continuació es xopa amb aigua calenta per tal de dissoldre la part no endurida de la gelatina. La imatge en relleu resultant es comprimeix en una gruixuda planxa de plom inferior a unes 5000 lliures per polzada quadrada de pressió. Això crea una calcografia de metall gravat, que s'utilitza com a motlle. S'omple de gelatina pigmentada líquida i es pressiona un full de paper sobre ella, per tal d'eliminar l'excés de gelatina i unir la resta al paper. Un cop la gelatina s'ha fixat prou, la impressió se separa del motlle, es retalla, i es munta en un full o cartolina.

## Història
El procés Woodburytype va ser inventat per Walter B. Woodbury i patentat en 1864. Va ser el primer procés de fotomecànica amb èxit totalment capaç de reproduir els delicats fotogravats de les fotografies. Va produir veritables valors mitjos sense fer ús d'una pantalla o un altre mètode de desconstrucció d'imatge. Sovint fou considerat el procés fotomecànic més bonic i perfeccionista, i va inspirar una gran quantitat de llibres, revistes i impressions d'edició especial entre 1864 i 1910. Quan es va intentar introduir Woodburytype a la impressió rotativa, el procés no podia competir amb el ràpid desenvolupament de la fototípia i els processos fotomecànics de fotogravat que gairebé van reemplaçar completament la fotogliptia a finals del segle xix.

## Galeria
- Robert Bulwer-Lytton, 1st Earl of Lytton, c1860
- Charles Baudelaire, c1862
- Gioacchino Rossini, 1865
- Victor Hugo, 1876
- Annie Oakley, c1890s